# Gelsemiaceae
Gelsemiaceae — родина квіткових рослин, що належать до порядку Gentianales. Родина містить лише три роди: Gelsemium, Mostuea та Pteleocarpa. Gelsemium має три види, один з яких походить із Південно-Східної Азії та південного Китаю, а два – з Центральної Америки, Мексики та південного сходу Сполучених Штатів. Вісім видів Mostuea поширені в тропічних районах Південної Америки, Африки та Мадагаскару. Два роди раніше були класифіковані в родині Loganiaceae.
Родина Gelsemiaceae була описана в 1994 році. Вирізняється тим, що не має латексу чи прилистків і має неоднорідні квітки з жовтими або білими віночками та верхніми зав’язями.
У 2014 році молекулярно-філогенетичне дослідження ламіїд (так відомих як Garryidae) визнало Gelsemiaceae сестринським по відношенню до аномального роду Pteleocarpa. Автори цього дослідження вважають, що Gelsemiaceae слід розширити, включивши Pteleocarpa. Система APG IV, опублікована в 2016 році, включає Pteleocarpa в Gelsemiaceae.